# 토니뉴 게헤이루
안토니우 페헤이라(포르투갈어: Antônio Ferreira, 1947년 2월 5일 ~ 1990년 1월 26일 )는 토니뉴 게헤이루(포르투갈어: Toninho Guerreiro)로 더 잘 알려졌으며, 브라질의 전 축구 선수로 포지션은 중앙 공격수이었다. 상파울루주 바우루에서 태어나 같은 장소에서 생을 마감하였다.

## 선수 경력
토니뉴 게헤이루는 산투스 FC에서 펠레와 함께 투톱을 이루어 활약했으며, 1960년대에 373경기에 출전하여 238골을 기록하였다. 1966년과 1968년에는 펠레보다 많은 골을 기록하였다. 그는 산투스 FC의 역사상 네번째로 많은 골을 기록한 선수로 남아 있다. 1963년 코파 리베르타도레스에서 우승을 차지하였다.
토니뉴 게헤이루는 1970년대에 상파울루 FC에서 활약하기도 하였으며, 캄페오나투 파울리스타에서 득점왕을 두차례 수상하였다.

## 수상

### 산투스
- 인터콘티넨털컵 : 1963
- 코파 리베르타도레스 : 1963
- 캄페오나투 브라질레이루 세리이 A : 1964, 1965, 1968
- 토르네이우 리우-상파울루 : 1963, 1964, 1966
- 캄페오나투 파울리스타 : 1964, 1965, 1967, 1968, 1969

### 상파울루
- 캄페오나투 파울리스타 : 1970, 1971